# Список памятных монет СССР
| полный                                               | 1960-е | 1970-е | 1980-е | 1990—1991 | 1992—… |
| • подстраницы • используемые шаблоны • править шапку |        |        |        |           |        |